# Epimadiza munroi
Epimadiza munroi är en tvåvingeart som beskrevs av Curtis W. Sabrosky 1947. Epimadiza munroi ingår i släktet Epimadiza och familjen fritflugor. Inga underarter finns listade i Catalogue of Life.